# Economia sociale di mercato
L'economia sociale di mercato è un modello di sviluppo dell'economia che si propone di garantire sia la libertà di mercato che la giustizia sociale, armonizzandole tra di loro. L'idea di base è che la realizzazione dell'individuo non può avere luogo se non vengono garantite pienamente la libera iniziativa, la libertà di impresa, la libertà di mercato e la proprietà privata; queste condizioni, da sole, non garantiscono però la realizzazione della totalità degli individui (una vera giustizia sociale) e la loro integrità psicofisica.
Lo Stato deve quindi intervenire laddove esse presentano i loro limiti, senza guidare il mercato o interferire con i suoi esiti naturali, semplicemente prestando il suo soccorso laddove il mercato stesso fallisce nella sua funzione sociale e deve prodigarsi affinché diminuiscano il più possibile i casi di fallimento.

## Storia
Tale teoria economica trae origine dall'ordoliberalismo della Scuola di Friburgo di Walter Eucken, durante la crisi della Repubblica di Weimar, scuola che già riconosceva la necessità di un controllo non dirigista dello Stato nei confronti del sistema economico capitalista.
Colui che elabora per primo una vera e propria teoria dell'economia sociale di mercato è Wilhelm Röpke (1899-1966). Röpke propone una "terza via" tra liberalismo e collettivismo, in cui lo Stato svolga una funzione garantista nei confronti del libero mercato, ed è consapevole della necessità di una profonda revisione delle regole che "monopolizzano" il sistema economico.
Questa corrente è alquanto diffusa nel dibattito politico-economico nei paesi di lingua tedesca e dell'Unione europea ed è generalmente condivisa da partiti politici di orientamento conservatore e cristiano democratico.